# Florian Neuhaus
Florian Christian Neuhaus (* 16. März 1997 in Landsberg am Lech) ist ein deutscher Fußballprofi. Der Mittelfeldspieler steht bei Borussia Mönchengladbach unter Vertrag und war deutscher Nationalspieler.

## Karriere

### Vereine
Neuhaus entstammt der Jugendabteilung des TSV 1860 München. Erste Medienaufmerksamkeit konnte er auf sich ziehen, als er im Hinspiel des Halbfinales der Endrunde um die deutsche A-Junioren-Meisterschaft 2016 gegen die U-19-Auswahl von Borussia Dortmund mit einem Schuss aus 50 Metern den 2:1-Siegtreffer erzielte. Der Treffer wurde von den Zuschauern der Sportschau zum Tor des Monats Mai gewählt.
In der Spielzeit 2016/17 kam er zunächst für die zweite Mannschaft der Münchner Löwen in der Regionalliga Bayern zum Einsatz. Sein Profidebüt gab er am 21. Oktober 2016 in der 2. Bundesliga, als er bei einer 1:2-Auswärtsniederlage gegen den VfB Stuttgart in der Startelf zum Einsatz kam. Nach dem Abstieg mit dem TSV verließ Neuhaus den Verein nach 12 Spielen.
Im Juli 2017 erwarb der Bundesligist Borussia Mönchengladbach die Transferrechte an Neuhaus, stattete ihn mit einem „langfristigen“ Vertrag aus und verlieh ihn umgehend für die Saison 2017/18 an den Zweitligisten Fortuna Düsseldorf. Für die Fortuna kam Neuhaus in 27 Zweitligaspielen zum Einsatz und erzielte sechs Tore. Am Ende der Saison stieg er mit Fortuna Düsseldorf als Zweitligameister in die Bundesliga auf.

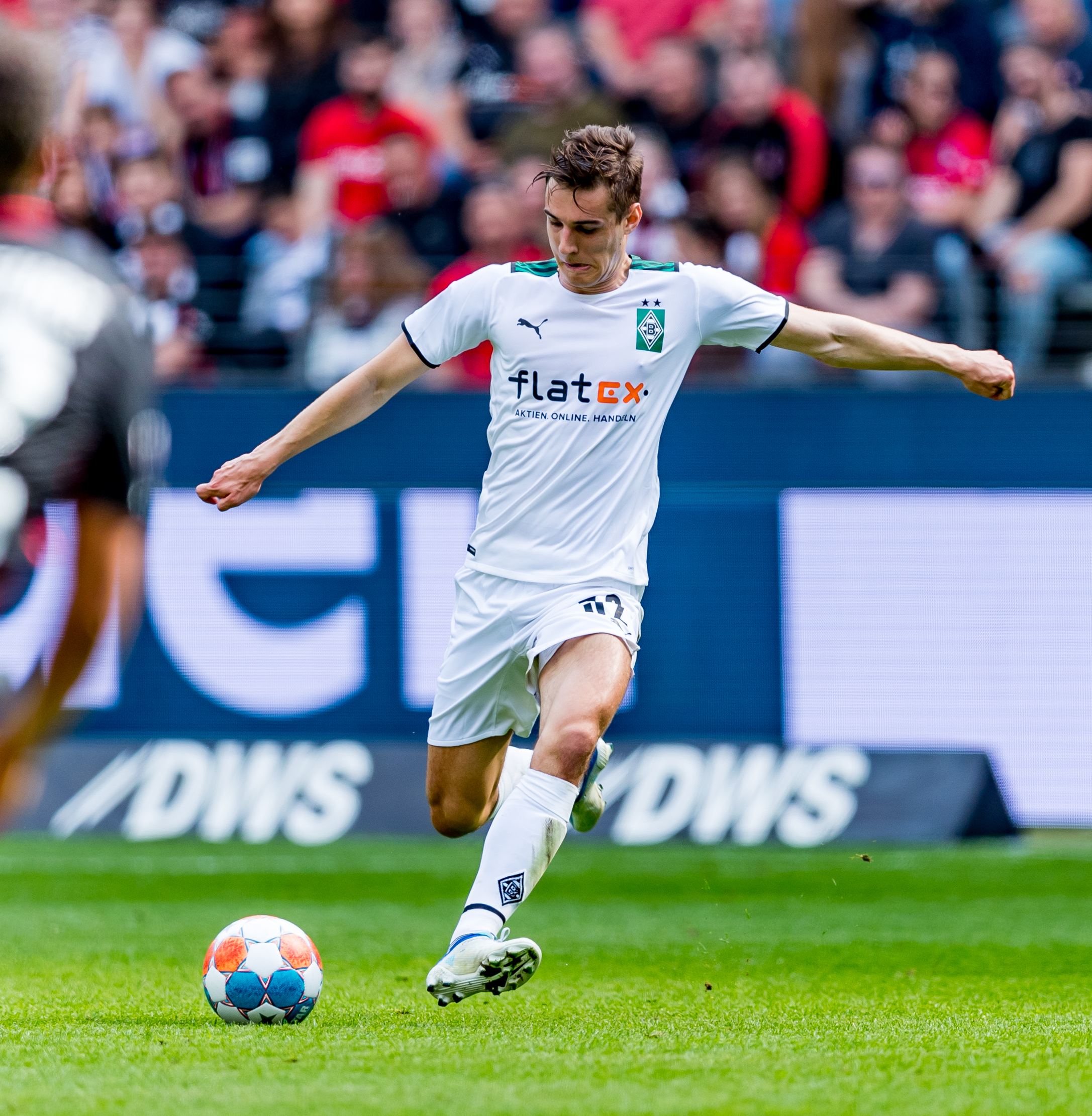
Florian Neuhaus im Mai 2022 gegen Eintracht Frankfurt

In der Saison 2018/19 stand Neuhaus erstmals im Bundesligakader von Borussia Mönchengladbach und feierte am 25. August 2018 beim 2:0-Sieg über Bayer 04 Leverkusen schon am ersten Spieltag sein Startelfdebüt in der höchsten Spielklasse. Am 9. Dezember 2018, dem 14. Spieltag, erzielte er beim 3:0-Heimsieg gegen den VfB Stuttgart seinen ersten Bundesligatreffer. Die Saison beendete er mit 32 Bundesligaeinsätzen und drei Toren.
Auch in der folgenden Saison 2019/20 war Neuhaus Stammspieler und erzielte in 30 Bundesligaeinsätzen 4 Tore. Am 19. November verkündete der Verein eine Vertragsverlängerung um drei Jahre bis zum Sommer 2024. Im Juli 2023 verlängerte Neuhaus seinen Vertrag erneut bis 2027. Unrühmliche mediale Aufmerksamkeit erhielt Neuhaus durch ein Anfang Juli 2025 in sozialen Netzwerken verbreitetes Video, in dem er sich spöttisch über Borussias Sportgeschäftsführer Roland Virkus äußert. Die Führung des VfL reagierte wegen vereinsschädigenden Verhaltens mit Verhängung einer Geldstrafe und der Degradierung Neuhaus’ zum Training mit der U23-Mannschaft.

### Nationalmannschaft
Neuhaus stand von September 2016 bis März 2017 im Aufgebot der deutschen U-20-Nationalmannschaft. Am 1. September 2016 absolvierte er für diese seinen ersten Einsatz bei einer 0:1-Niederlage gegen Italien. Insgesamt bestritt er fünf Spiele.
Unter DFB-Trainer Stefan Kuntz debütierte Neuhaus am 1. September 2017 bei der 1:2-Niederlage gegen Ungarn in der deutschen U-21-Nationalmannschaft. Am 14. November 2017 erzielte er für dieses Team sein einziges Tor bei einem 5:2-Sieg in Israel.
Neuhaus nahm an der U21-Europameisterschaft 2019 in Italien und San Marino teil, bei der die deutsche Mannschaft erst im Finale gegen Spanien 1:2 unterlag. Er kam in allen fünf Turnierspielen zum Einsatz, dreimal von Beginn.
Für zwei Spiele der UEFA Nations League 2020/21 im September 2020 nominierte Bundestrainer Löw den Offensivspieler erstmals für die A-Auswahl. Am 7. Oktober 2020 feierte er beim Länderspiel der deutschen Nationalmannschaft in Köln gegen die Türkei sein Startdebüt und erzielte mit dem Führungstreffer zum 2:1 in der 58. Minute sein erstes Länderspieltor.
Bei der Europameisterschaft 2021 war Neuhaus Bestandteil der deutschen Auswahl. Bei dem Turnier erreichte das DFB-Team das Achtelfinale, wo es gegen England ausschied. Neuhaus kam selbst zu keinem Turniereinsatz.

## Erfolge und Auszeichnungen

### Verein
Fortuna Düsseldorf
- Deutscher Zweitliga-Meister: 2017/18

### Auszeichnungen
- Torschütze des Monats: Mai 2016,[13] Januar 2020[14]